# TuS Niederpleis
Der TuS Niederpleis ist ein Sportverein aus der nordrhein-westfälischen Stadt Sankt Augustin. Er wurde 1901 in der Gemeinde Niederpleis, die seit 1969 zu Sankt Augustin gehört, gegründet. Der Verein hat laut eigenen Angaben etwa 820 Mitglieder und bietet die Sportarten Badminton, Handball, Radsport, Tischtennis, Turnen, Volleyball und Wandern an.

## Handball
Überregional bekannt ist der TuS Niederpleis durch seine Handballabteilung, deren Männer mehrere Jahre in der Handball-Regionalliga spielten und bisher viermal an der Hauptrunde des DHB-Pokals teilnahmen. Bei der ersten Teilnahme in der Saison 1989/90 erreichte der TuS durch einen 23:20-Sieg beim TSV Altenholz die zweite Runde, in der er gegen den Bundesligisten TBV Lemgo mit 21:26 ausschied. Auch bei der zweiten Teilnahme 1998/99 schieden die Niederpleiser in der zweiten Runde gegen einen Bundesligisten, den ThSV Eisenach, aus. In den Spielzeiten 2000/01 und 2003/04 verlor der Tus jeweils sein Erstrundenspiel.

### Bekannte ehemalige Spieler
- Markus Becker
- Max-Henri Herrmann
- Maximilian Holst
- Ariel Panzer
- Sören Steinhaus
- Kai Wandschneider
- Henning Wiechers
- Olaf Zehe